# Óscar Vela
Óscar Vela Descalzo (Quito, 1968) es un abogado y novelista ecuatoriano, considerado como uno de los representantes de la narrativa nacional contemporánea. 
En sus obras recientes ha explorado los géneros de la novela histórica y testimonial para recoger la historia de distintos personajes latinoamericanos.
Entre los reconocimientos que ha recibido se cuentan el Premio Joaquín Gallegos Lara, otorgado por la municipalidad de Quito a la mejor novela del año y que obtuvo en 2011 por Desnuda oscuridad y en 2015 por Todo ese ayer, y el Premio Jorge Icaza, que alcanzó en 2013 con su novela Yo soy el fuego y que contó como jurado a los escritores Mario Bellatin, Julio Ortega y Consuelo Triviño Anzola.
En 2017 publicó la novela Náufragos en Tierra, que recoge el testimonio de César Gómez Hernández, un exiliado cubano que participó en el desembarco del Granma y que con el tiempo se desilusionó de la revolución cubana. Su siguiente novela, Ahora que cae la niebla (2019), explora la historia de Manuel Antonio Muñoz Borrero, un diplomático ecuatoriano estacionado en Estocolmo durante la Segunda Guerra Mundial que emitió pasaportes a centenares de judíos para salvar sus vidas.
Desde abril de 2019 forma parte de la Academia Ecuatoriana de la Lengua.

## Obras
Óscar Vela ha publicado las siguientes novelas:
- El toro de la oración (2002)
- La dimensión de las sombras (2004)
- Irene, las voces obscenas del desvarío (2006)
- Desnuda oscuridad (2011)
- Yo soy el fuego (2013)
- Todo ese ayer (2015)
- Náufragos en Tierra (2017)
- Ahora que cae la niebla (2019)
- Los crímenes de Bartow (2021)
- Aquella noche en París (2024)[12]